# 斯塔纳里
斯塔纳里（塞尔维亚语：／），是波斯尼亚和黑塞哥维那实体之一塞族共和國的市镇。市镇面积为161平方公里，2013年人口数量为6,958人，其中1,015人居住在同名中心城镇里。
该市镇设立于2014年，从多博伊市镇析出。

## 人口
|            | 2013年         | 1991年          |
| 总计       | 6,958 (100,0%) | 11,238 (100,0%) |
| 塞族       |                | 9,606 (85,48%)  |
| 克族       |                | 1,162 (10,34%)  |
| 南斯拉夫人 |                | 250 (2,225%)    |
| 其他       |                | 212 (1,886%)    |
| 波族       |                | 8 (0,071%)      |

## 图集

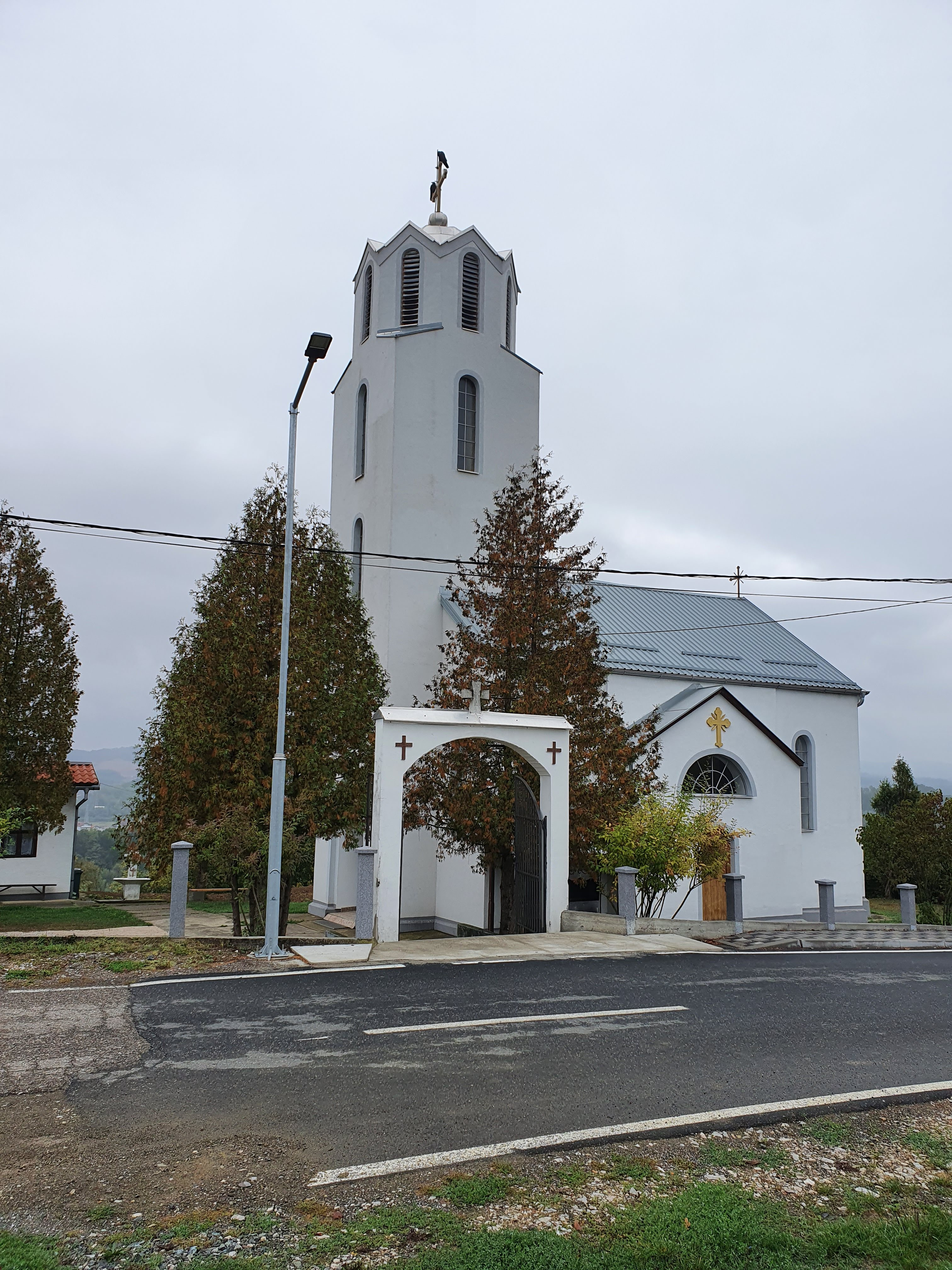
教堂
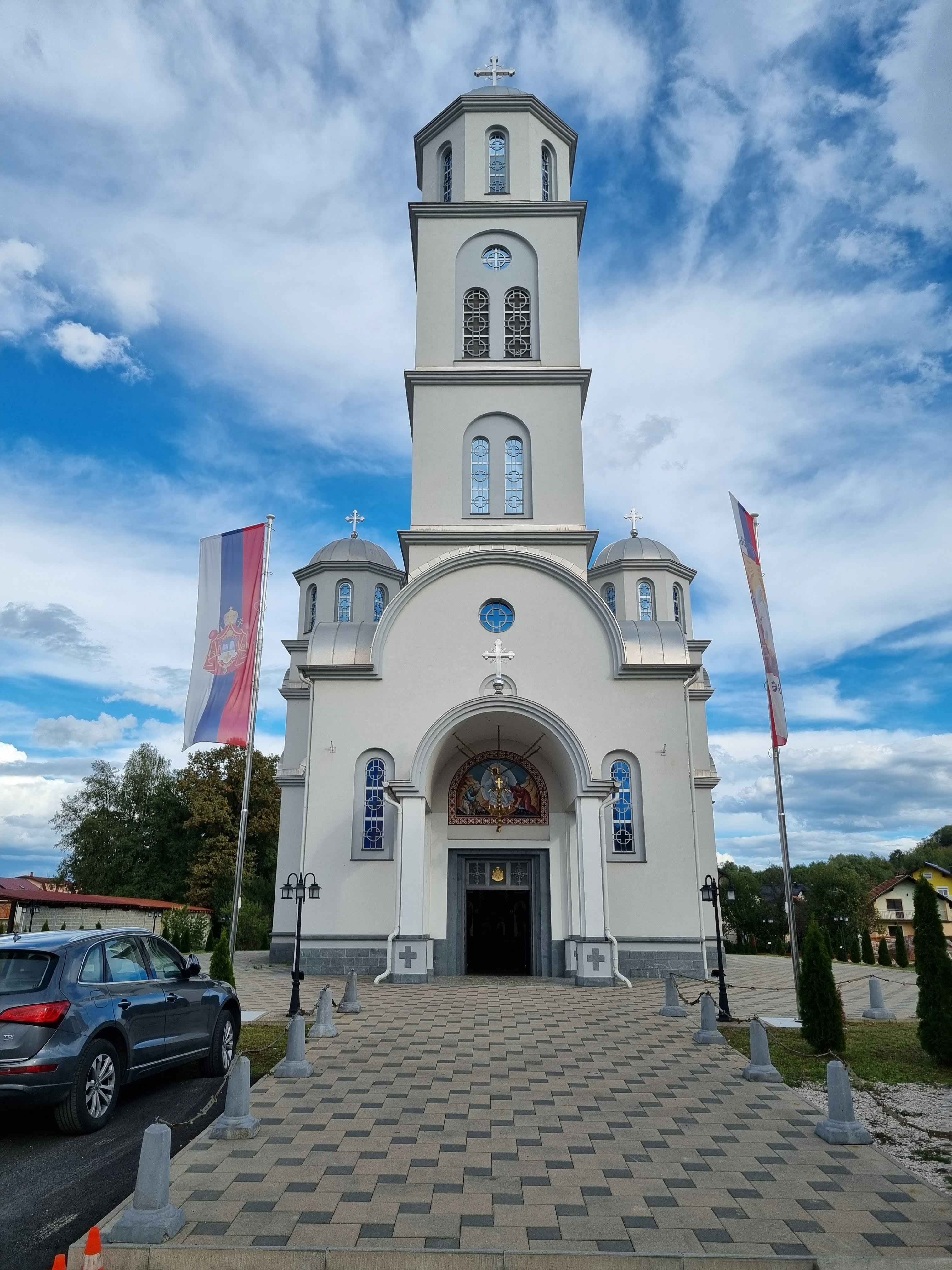
另一教堂